# Cratere Bamberg
Bamberg  è un cratere sulla superficie di Marte.